# Eukoenenia zariquieyi
Eukoenenia zariquieyi es una especie  de arácnido palpígrado de la familia Eukoeneniidae. Fue nombrada para honrar a Ricardo Zariquiey Álvarez (1897-1965).

## Distribución geográfica
Es endémica del noreste de la península ibérica (España).